# Pavlje
Pavlje (en serbe cyrillique : Павље) est un village de Serbie situé sur le territoire de la Ville de Novi Pazar, district de Raška. Au recensement de 2011, il comptait 134 habitants.

## Démographie
| 1948 | 1953 | 1961 | 1971 | 1981 | 1991 | 2002 | 2011 |
| ---- | ---- | ---- | ---- | ---- | ---- | ---- | ---- |
| 397  | 440  | 474  | 405  | 318  | 246  | 178  | 134  |

|  |